# Cosmioperla
Genre
Cosmioperla est un genre d'insectes plécoptères de la famille des Eustheniidae.

## Distribution
Les espèces de ce genre sont endémiques d'Australie. Elles se rencontrent au Queensland et en Nouvelle-Galles du Sud.

## Liste des genres
Selon Plecoptera Species File :
- Cosmioperla australis (Tillyard, 1921)
- Cosmioperla denise (Theischinger, 1983)
- Cosmioperla kuna (Theischinger, 1983)
- Cosmioperla macrops (Theischinger, 1983)
- Cosmioperla wongoonoo (Theischinger, 1983)

## Publication originale
- McLellan, I. D. 1996 : A revision of Stenoperla (Plecoptera: Eustheniidae) and removal of Australian species to Cosmioperla new genus. New Zealand Journal of Zoology, vol. 23, n. 2, p. 165-182 (texte intégral).